# Tuberaria globulariifolia subsp. globulariifolia
Tuberaria globulariifolia subsp. globulariifolia é uma subespécie de planta com flor pertencente à família Cistaceae.

## Portugal
Trata-se de uma subespécie presente no território português, nomeadamente em Portugal Continental.
Em termos de naturalidade é endémica da Península Ibérica.

## Protecção
Não se encontra protegida por legislação portuguesa ou da Comunidade Europeia.